# Баварська династія
Баварська династія, королі лангобардів, які були нащадками Гарібальда I, герцога Баварського. Існувало дві гілки цієї династії: до першої належали нащадки по жіночій лінії від дочки Гарібальда Теоделінди, до другої відносились нащадки сина Гарібальда Гундоальд. від першої гілки правив лише син Теоделінди від Агілульфа, Адалоальд. З боку Гундоальда у VII і VIII століттях правили 6 королів.